# Ingrid Lafforgue
Pour les articles homonymes, voir Lafforgue.
Ingrid Lafforgue, née le 5 novembre 1948 à Luchon, est une skieuse alpine française.

## Biographie
Elle est la fille des skieurs Maurice Lafforgue et May Nilsson et la sœur jumelle de Britt Lafforgue, également championne de ski. Elle est la mère de Cédric et Julien Régnier, pionniers du ski freestyle.
Son année de gloire est la saison 1969-1970 avec un titre de championne du monde de slalom et une médaille d'argent en géant aux championnats du monde à Val Gardena ainsi qu'un globe de cristal en slalom et 6 victoires en coupe du monde (1 géant et 5 slaloms).
Elle se fracture ensuite la jambe droite lors de la descente d’entraînement de Bardonnèche en décembre 1970.
À l'issue d'une longue convalescence, sa carrière prend fin brusquement avec son exclusion (ainsi que celle de Jean-Noël Augert, Henri Duvillard, Patrick Russel, Roger Rossat-Mignod et sa sœur Britt) de l'équipe de France, décidée à Val-d'Isère en décembre 1973, à quelques mois des championnats du monde de Saint-Moritz. Cette décision qui décapite le ski français des plus grands champions de l'époque, leur a valu par la suite une réhabilitation et des excuses de la part de la Fédération française de ski.

## Palmarès

### Championnats du monde
| Épreuve / Édition         | Descente | Slalom géant | Slalom | Combiné |
| Mondiaux 1970 Val Gardena | —        | Argent       | Or     | —       |

### Coupe du monde
- Meilleur résultat au classement général : 4e en 1970
  - Vainqueur de la coupe du monde de slalom en 1970
  - 7 victoires : 1 géant et 6 slaloms
  - 12 podiums

#### Saison par saison
- Coupe du monde 1969 :
  - Classement général : 5e
    - 1 victoire en slalom : Saint-Gervais
- Coupe du monde 1970 :
  - Classement général : 4e
    - Vainqueur de la coupe du monde de slalom
    - 1 victoire en géant : Voss
    - 5 victoires en slalom : Bad Gastein, Abetone, Val Gardena (Championnats du monde), Jackson Hole et Grouse Mountain

### Arlberg-Kandahar
- Meilleur résultat : 6e place dans le slalom et le combiné 1966 à Mürren

### Championnats de France
Elle a été 2 fois Championne de France : 
- Championne de France de Slalom Géant en 1969
- Championne de France de Slalom en 1970